# Мушаилов, Мушаил Ханухович
Мушаил Ханухович Мушаилов (10 июля 1941 — 4 января 2007) — советский и российский художник и педагог. Член Союза художников СССР и Израиля.

## Биография
Родился 10 июля 1941 года в Дербенте, Дагестанская АССР. Горский еврей.
Закончил Московское художественное училище памяти 1905 года и Суриковский институт в Москве.
Много лет преподавал в Махачкалинском педагогическом институте на кафедре изобразительного искусства и был ответственным секретарем союза художников Дагестана.
В последние годы жизни проживал в Москве, работал преподавателем рисунка, живописи и композиции в училище «Памяти 1905 года» и в художественном институте имени Сурикова.
Умер 4 январе 2007 года. Его тело было перевезено и захоронено в городе Явне, Израиль.
Мушаилов с супругой Светланой воспитали четырех дочерей.
Брат его Асаф Мушаилов, канадский русскоязычный писатель и поэт.

## Труды

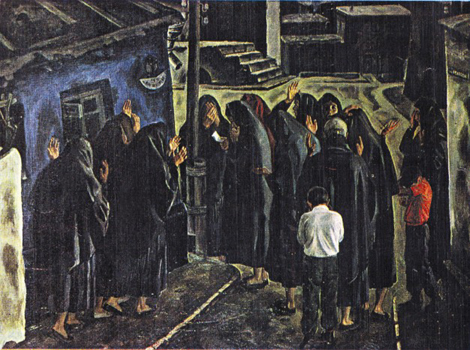
«Чёрные шали матерей». Холст, масло, размер: 1,21 x 1,60 м. 1979 г.

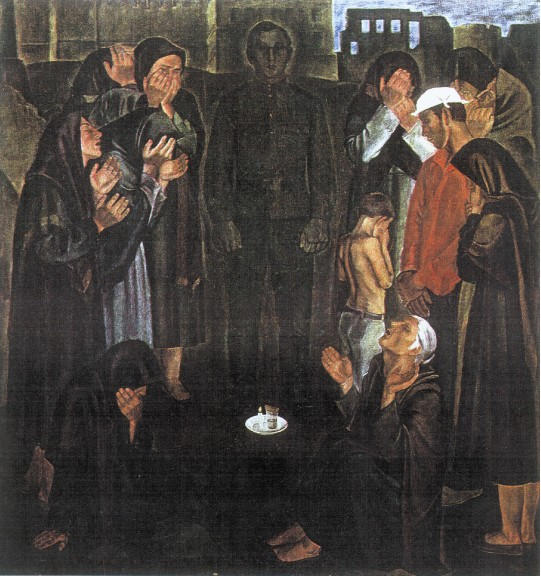
«Баллада о солдате - Воспоминание». Холст, масло, размер: 1,89 х 1,98 м. 1975 г.

Работы художника приобрели дирекции выставочных залов и ряд зарубежных музеев и коллекционеров. В 2006 году ряд картин купил израильский бизнесмен Моше Перес.

## Награды
- Заслуженный художник Российской Федерации.
- Заслуженный деятель искусств Республики Дагестан.
- Лауреат Государственной премии Республики Дагестан.

## Галерея

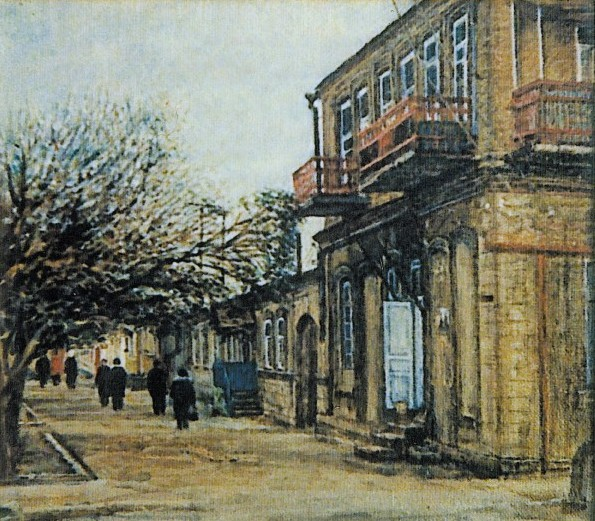
Улица в Дербенте (1994)
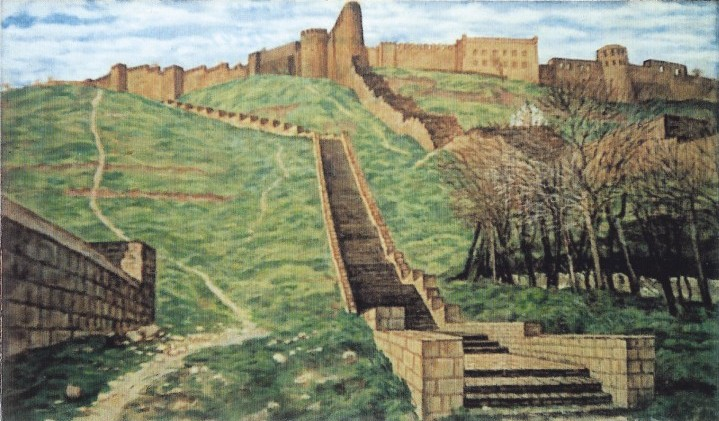
Дербентская крепость "Нарын-Кала" (1994)
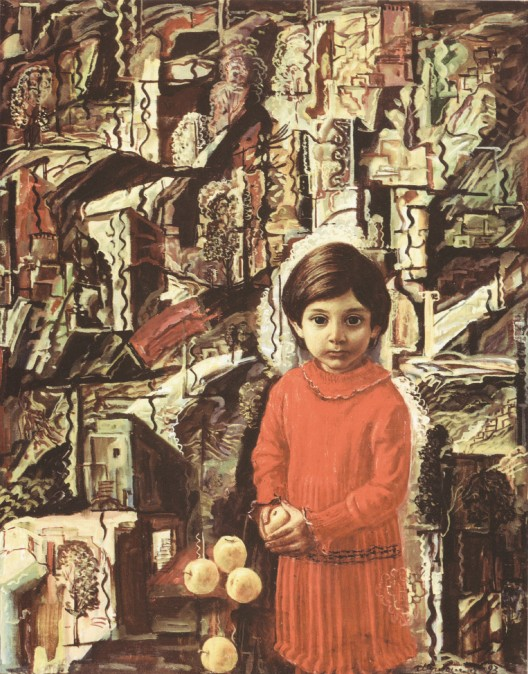
Девушка с яблоком - Портрет Ляны, младшая дочь (1994)
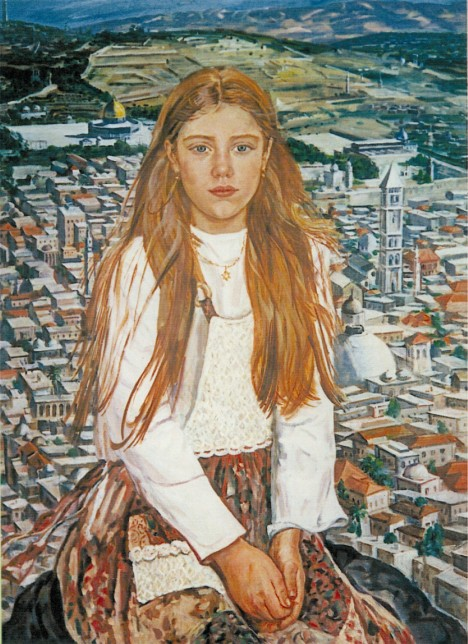
Юлия - Портрет на фоне Иерусалима  (1994)
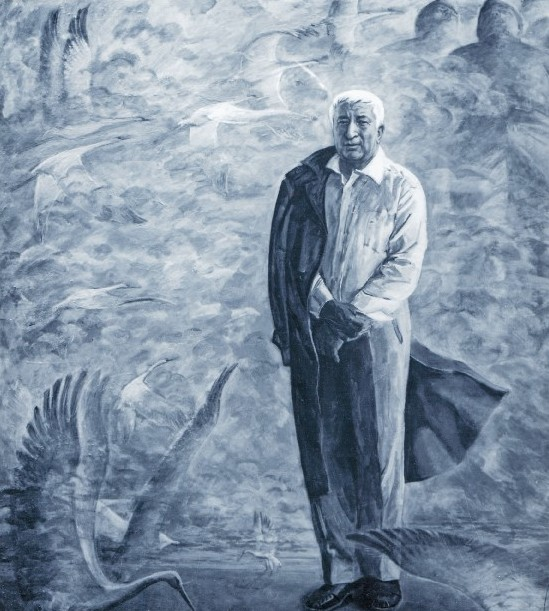
Поэма о Журавлях - Портрет Дагестанского поэта: Расула Гамзатова (1998)
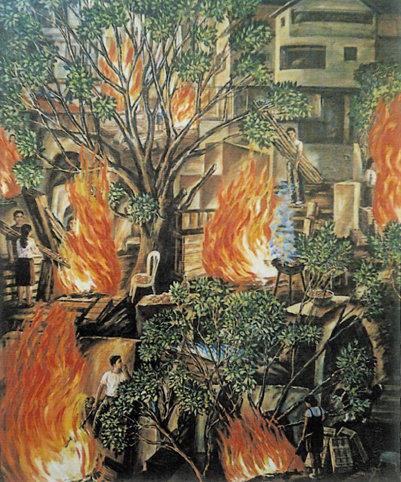
Праздник Лагбаомер (1999)
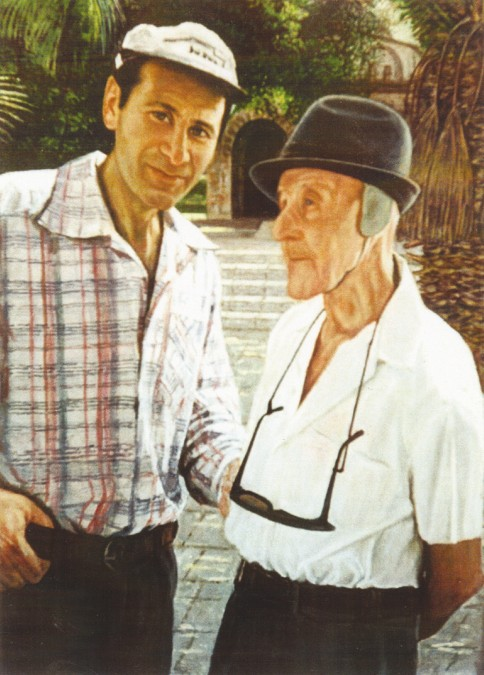
Олег Фетлихер и Ицхак Бланштэйн (1999)
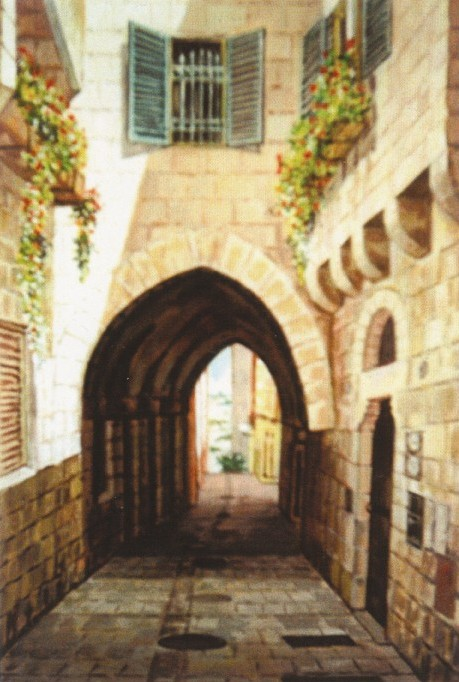
Тель-Авивский пейзаж – "Яффа" (1999)
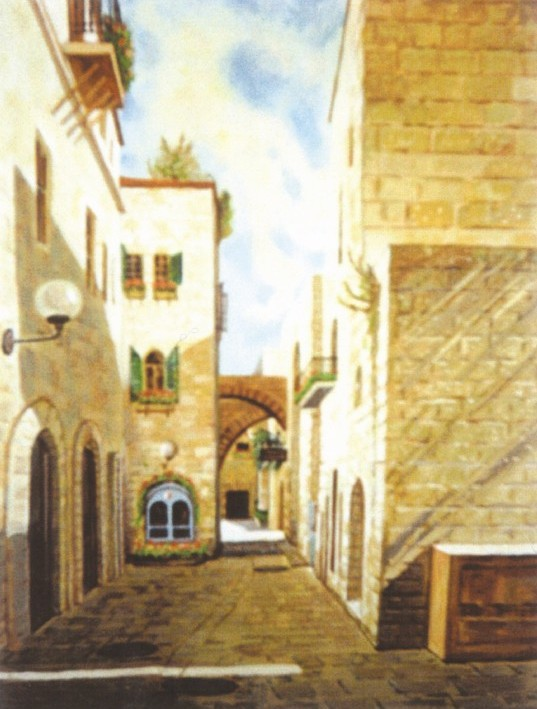
Иерусалимский пейзаж – "Дорога крестного хода" – I (2000)
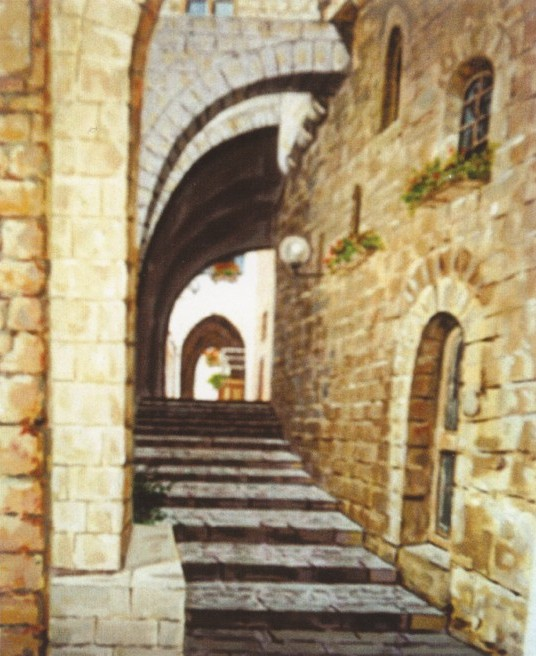
Иерусалимский пейзаж – "Дорога крестного хода" – II (2000)
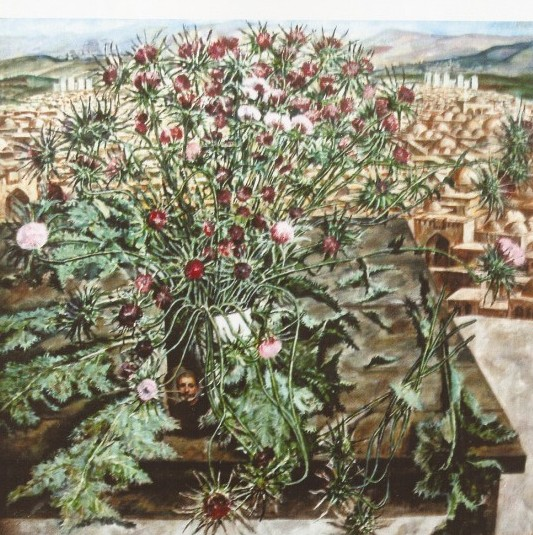
Репейник (2005)
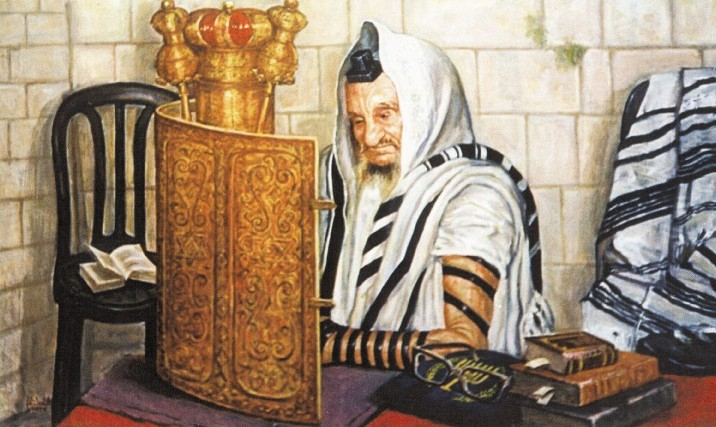
Святой Баба Сали